# Dipsas indica
Dipsas indica là một loài rắn trong họ Rắn nước. Loài này được Laurenti mô tả khoa học đầu tiên năm 1768.